# 巴尔干战争博物馆

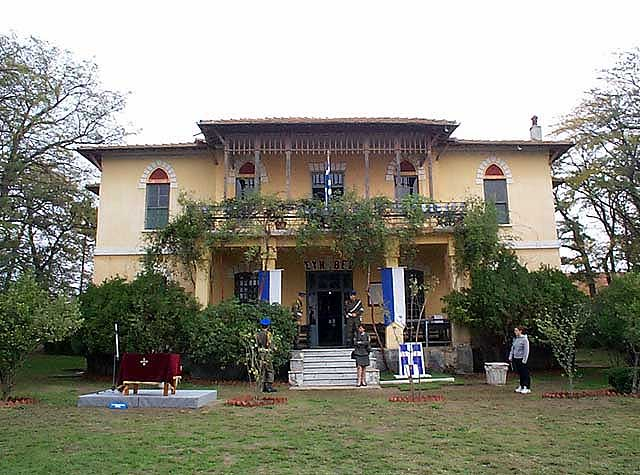

巴尔干战争博物馆（希臘語：Μουσείο Βαλκανικών Πολέμων)是希腊中马其顿塞萨洛尼基的一个博物馆，以巴尔干战争为主题。 

## 历史
巴尔干战争博物馆成立于1999年10月26日，设于一座建于19世纪末的一座两层建筑（托布津别墅）内。1912年10月，希腊王储康斯坦丁与土耳其军队在此谈判，当时塞萨洛尼基向希腊军队投降。
博物馆里所有的家具是真实的。馆内还有希腊，土耳其，保加利亚三国军队的奖章、制服、武器。

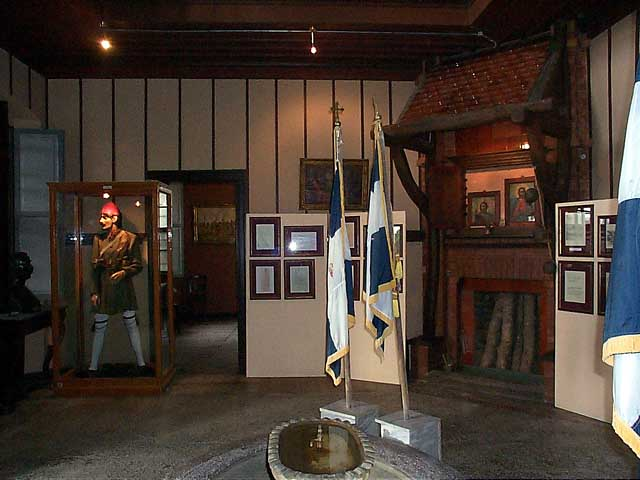
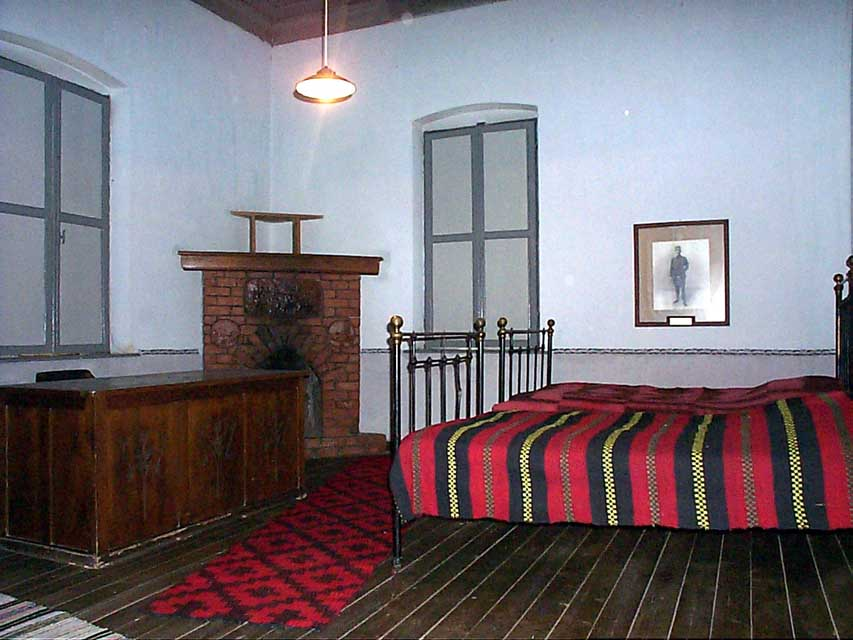
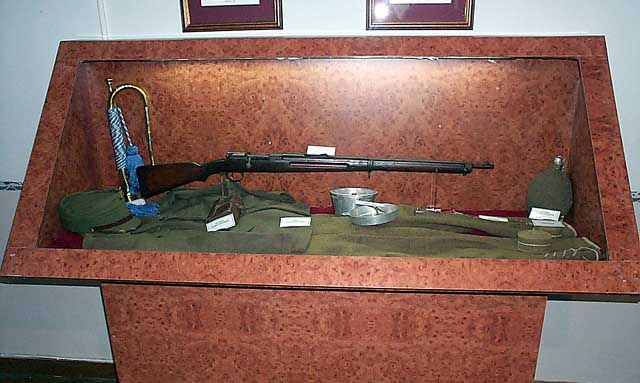
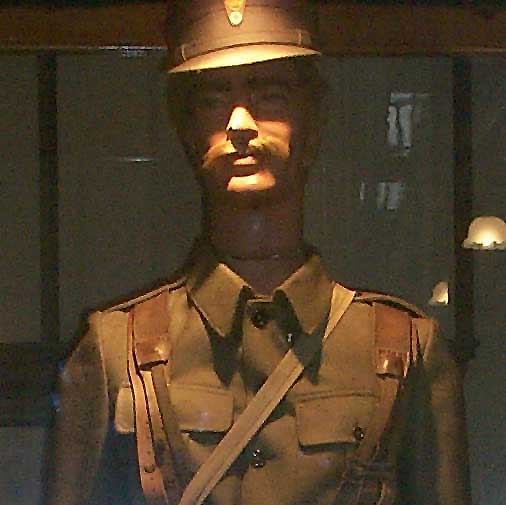